# Liste türkischer Zeitungen

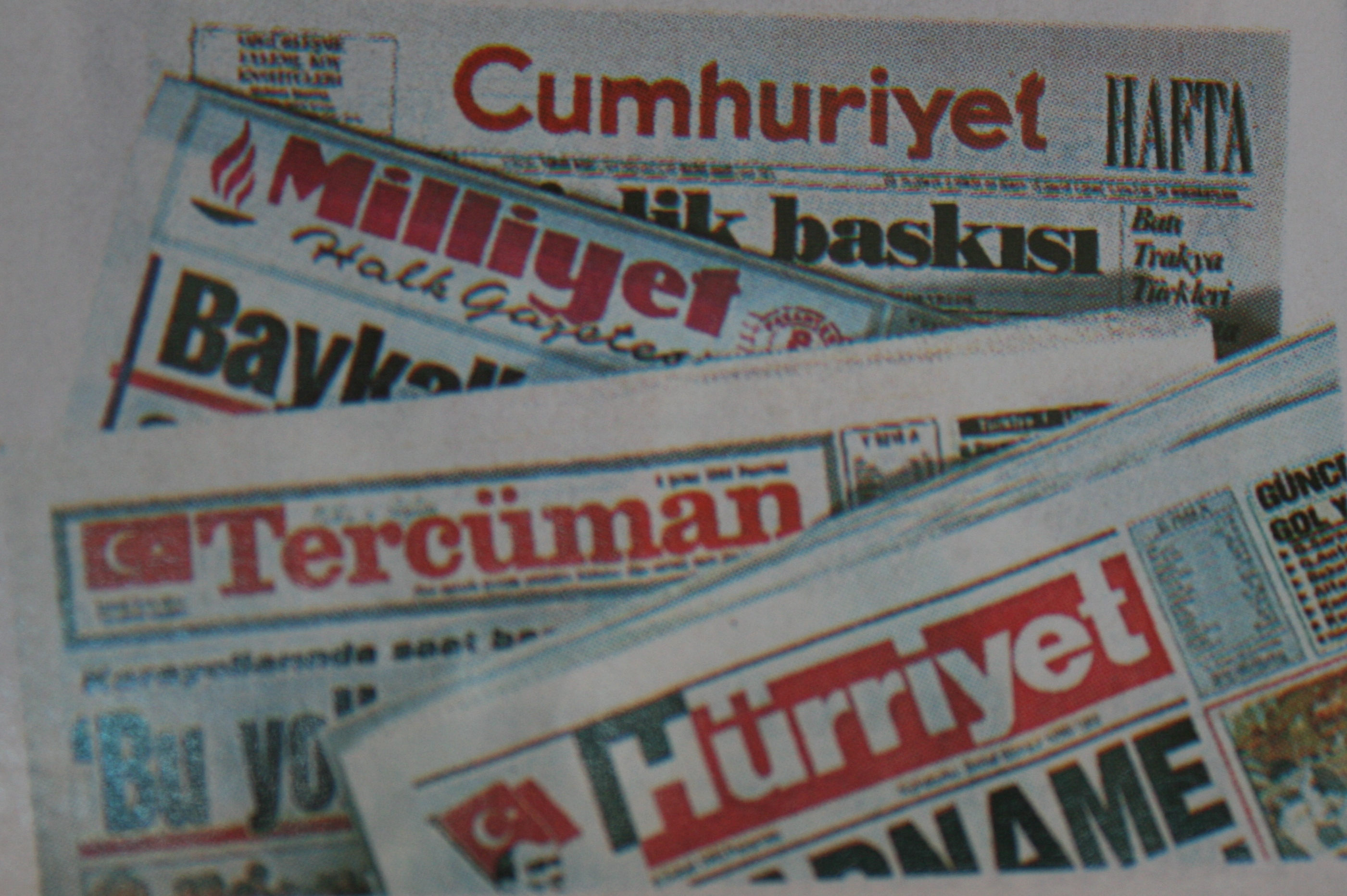
Einige türkische Zeitungen

## Tageszeitungen

### Nationale Tageszeitungen
So gut wie alle landesweiten Tageszeitungen werden in Istanbul hergestellt. Die einzigen Ausnahmen bildeten die Zaman (1986–2016), die anfangs in Ankara produziert wurde, sowie die kurdischsprachige Zeitung Azadiya Welat (2006–2016), deren Zentrale sich in Diyarbakır befand. Darüber hinaus erreicht das für die Ägäisregion in İzmir hergestellte Blatt Yeni Asır, die größte Regionalzeitung des Landes, gewisse nationale Bedeutung. Die in Ankara hergestellte Zeitung Anayurt hat eher den Charakter einer Regionalzeitung für Zentralanatolien.
Die Tabelle ist wie folgt aufgebaut:
- Auflage: Durchschnittlich verkaufte Auflage in der Woche vom 25. Juni bis zum 1. Juli 2018[1]
- Eigentümer: Eigentümer des Zeitungsverlags. Sofern dieser unklar, dann Name des Zeitungsverlages.
- Erstausgabe: Zugrunde liegt hier das Datum, seitdem das betreffende Blatt ununterbrochen als Tageszeitung erscheint. Längere, nicht durch Fremdverschulden (zum Beispiel durch einen Militärputsch) bedingte Publikationspausen sind unberücksichtigt, ebenso Vorläufer mit anderen Erscheinungsweisen (zum Beispiel erst Wochenzeitung, später in Tageszeitung umgewandelt) oder ideelle Bezugnahmen auf historische Zeitungen gleichen Titels. Auf solche Fälle wird in den Anmerkungen hingewiesen.
- Typ/Parteinähe/Politische Ausrichtung: Bei einigen Zeitungen hat sich Typ und politische Ausrichtung zuweilen erheblich geändert, bei manchen sogar mehrfach – sei es durch Eigentümerwechsel wie etwa bei Sabah oder durch innere Wandlungsprozesse wie etwa bei der Cumhuriyet. Solche historischen Entwicklungen bleiben hier unberücksichtigt.

|                     | Auflage | Eigentümer            | Erstausgabe | Typ/Parteinähe                   | Politische Ausrichtung                      |
| ------------------- | ------- | --------------------- | ----------- | -------------------------------- | ------------------------------------------- |
| Akşam               | 105.544 | Esmedya               | 1994        | AKP-nah, Boulevardzeitung        | islamistisch, konservativ, nationalistisch  |
| Aydınlık            | 51.475  | Anadolum Gazetecilik  | 2011        | Parteizeitung (Vatan Partisi)    | kemalistisch, nationalistisch               |
| BirGün              | 8.107   | Birgün Yayıncılık     | 2004        | SOL-Parti-nah                    | sozialistisch, grün                         |
| Cumhuriyet          | 40.694  | Cumhuriyet Vakfı      | 1924        | investigativ (z. T.)             | kemalistisch, nationalistisch               |
| Daily Sabah         | 8.863   | Çalık Holding         | 2014        | AKP-nah, englischsprachig        | islamistisch, konservativ                   |
| Diriliş Postası     | 33.742  | Mehmet Akosman        | 2015        | AKP-nah                          | islamistisch, konservativ                   |
| Doğruhaber          | 25.594  | Yaygın-Süreli Yayın   | 2013        | Hüda-Par-nah                     | islamistisch                                |
| Dokuz Sütun         | 10.327  | Yeniçağ Gazetecilik   | 2001        | İyi-Parti-nah                    | kemalistisch, nationalistisch               |
| Evrensel            | 5.558   | Bülten Basın Yayın    | 1995        | EMEP-nah                         | sozialistisch                               |
| Günboyu             | 10.330  | Yeniçağ Gazetecilik   | 2001        | İyi-Parti-nah                    | kemalistisch, nationalistisch               |
| Güneş               | 105.717 | Esmedya               | 1982        | AKP-nah, Boulevardzeitung        | nationalistisch, konservativ, islamistisch  |
| Habertürk           | 175.934 | Ciner Yayın Holding   | 2009        | AKP-nah                          | konservativ                                 |
| Harbi Gazete        | 50.206  | Harbi Gazetecilik     | 2016        | MHP-nah                          | kemalistisch, nationalistisch               |
| Hürriyet            | 290.666 | Demirören Holding     | 1948        | AKP-freundlich                   | konservativ                                 |
| Hürriyet Daily News | 6.477   | Demirören Holding     | 1961        | Englischsprachig, AKP-freundlich | konservativ                                 |
| İstiklal            | 10.531  | Hüseyin Arif Çakmak   | 2016        | AKP-nah                          | islamistisch, konservativ                   |
| Karar               | 52.490  | Karar Yayıncılık      | 2015        | AKP-nah (Davutoğlu-Flügel)       | konservativ, islamisch                      |
| Korkusuz            | 56.685  | Estetik Yayıncılık    | 2014        | CHP-nah, Boulevardzeitung        | kemalistisch, nationalistisch               |
| Milat               | 50.704  | MEKA Gazetecilik      | 2011        | AKP-nah                          | islamistisch, konservativ                   |
| Millî Gazete        | 25.997  | Yeni Neşriyat         | 1973        | Saadet-nah                       | islamistisch                                |
| Milliyet            | 129.177 | Demirören Holding     | 1950        | AKP-freundlich                   | konservativ                                 |
| Ortadoğu            | 3.415   | İleri Gazetecilik     | 1972        | MHP-nah                          | nationalistisch, turanistisch               |
| Posta               | 216.856 | Demirören Holding     | 1995        | Boulevardzeitung                 | liberal, konservativ, kemalistisch          |
| Sabah               | 310.935 | Çalık Holding         | 1985        | AKP-nah                          | islamistisch, konservativ, nationalistisch  |
| Şok                 | 10.029  | ABC Medya             | 2002        | Boulevardzeitung                 | liberal, unpolitisch                        |
| Sözcü               | 304.977 | Estetik Yayıncılık    | 2007        | CHP-nah, Boulevardzeitung        | kemalistisch, nationalistisch               |
| Star                | 104.060 | Esmedya               | 1999        | AKP-nah, Boulevardzeitung        | islamistisch, konservativ, nationalistisch  |
| Takvim              | 119.273 | Çalık Holding         | 1994        | AKP-nah, Boulevardzeitung        | nationalistisch, konservativ                |
| Türkiye             | 130.833 | İhlas Yayın Holding   | 1970        | AKP-nah, Boulevardzeitung        | nationalistisch, konservativ, islamisch     |
| Vatan               | 102.740 | Demirören Holding     | 2002        | AKP-nah                          | konservativ                                 |
| Yeni Akit           | 50.868  | Uğurlu Gazetecilik    | 1993        | AKP-Unterstützung                | islamistisch, konservativ                   |
| Yeni Asır           | 50.759  | Çalık Holding         | 1895        | AKP-nah, Regionalzeitung (Izmir) | nationalistisch, konservativ                |
| Yeni Asya           | 11.086  | Yeni Asya Gazetecilik | 1970        | Nurculuk-Umfeld                  | islamisch, konservativ                      |
| Yeni Birlik         | 51.154  | Forum Basın Yayın     | 2016        | AKP-nah, Boulevardzeitung        | konservativ, liberal                        |
| Yeniçağ             | 51.407  | Yeniçağ Gazetecilik   | 2002        | İyi-Parti-nah                    | kemalistisch, nationalistisch, turanistisch |
| Yeni Mesaj          | 11.678  | İcmal Yayıncılık      | 1998        | BTP-nah                          | konservativ, nationalistisch                |
| Yeni Şafak          | 112.895 | Albayrak Holding      | 1994        | AKP-Unterstützung                | islamistisch, konservativ                   |
| Yeni Söz            | 10.204  | Ali Adakoğlu          | 2015        | AKP-nah                          | konservativ                                 |
| Yurt                | 4.153   | Durdu Özbolat         | 2012        | CHP-nah                          | kemalistisch, sozialdemokratisch            |

### Sport-Tageszeitungen
|                          | Auflage | Verlag             | Erstausgabe |
| ------------------------ | ------- | ------------------ | ----------- |
| Fanatik                  | 85.845  | Demirören Holding  | 1995        |
| Pas Fotomaç              | 116.464 | Çalık Holding      | 1991        |
| AMK (Açık Mert Korkusuz) | 8.895   | Estetik Yayıncılık | 2012        |

### Ehemalige Zeitungen
|                  | Eigentümer                  | Erstausgabe | Einstellung | Einstellungsgrund                | Typ                                                               | Politische Ausrichtung                                    |
| ---------------- | --------------------------- | ----------- | ----------- | -------------------------------- | ----------------------------------------------------------------- | --------------------------------------------------------- |
| Azadiya Welat    | Zozan Basın Yayın           | 2006        | 2016        | Verbot                           | HDP-nah, PKK-freundlich, Kurdisch                                 | prokurdisch, kurdisch-nationalistisch, sozialdemokratisch |
| Bugün            | Koza İpek Holding           | 2003        | 2016        | Verbot                           | Gülen-nah                                                         | islamisch, konservativ, nationalistisch                   |
| Bulvar           | Çukurova Holding            | 1982        | 2008        | Wirtschaftlich                   | Boulevardzeitung                                                  | nationalistisch, unpolitisch                              |
| Fotogol          | Estetik Yayıncılık          | 2007        | 2012        | Konzeptionell                    | Sportzeitung                                                      | kemalistisch, nationalistisch                             |
| Fotospor         | Asil Nadir                  | 1989        | 1998        | Wirtschaftlich                   | Sportzeitung                                                      | kemalistisch, nationalistisch                             |
| Gözcü            | Doğan Yayın Holding         | 1996        | 2007        | Wirtschaftlich oder politisch    | Boulevardzeitung                                                  | kemalistisch, nationalistisch, konservativ                |
| Günaydın         | Asil Nadir                  | 1968        | 1998        | Wirtschaftlich                   | Boulevardzeitung                                                  | kemalistisch, nationalistisch, sozialdemokratisch         |
| İstanbul Ekspres | Mithat Perin                | 1951        | 1960        | Verbot                           | Boulevardzeitung                                                  | nationalistisch, konservativ                              |
| Meydan           | Meydan Yayın ve Gazetecilik | 2015        | 2016        | Verbot                           | Gülen-nah, Boulevardzeitung                                       | islamisch, konservativ, nationalistisch                   |
| Millet           | Koza İpek Holding           | 2014        | 2016        | Verbot                           | Gülen-nah, Boulevardzeitung                                       | islamisch, konservativ, nationalistisch                   |
| Özgür Düşünce    | Özgür Yayıncılık            | 2015        | 2016        | Verbot                           | Gülen-nah, Bugün-Nachfolgeblatt                                   | islamisch, konservativ, nationalistisch                   |
| Özgür Gündem     | Ersin Basın ve Yayıncılık   | 2011        | 2016        | Verbot                           | HDP-nah, PKK-freundlich                                           | prokurdisch, sozialdemokratisch, sozialistisch            |
| Politika         | Ercan Arıklı                | 1975        | 1980        | Verbot                           | Ab 1977 DİSK-Organ                                                | sozialistisch, kemalistisch                               |
| Radikal          | Doğan Yayın Holding         | 1996        | 2016        | Wirtschaftlich                   | Seit 2014 nur online                                              | linksliberal, liberal, sozialdemokratisch                 |
| Referans         | Doğan Yayın Holding         | 1996        | 2010        | Wirtschaftlich                   | Wirtschaftszeitung                                                | liberal                                                   |
| Rojname          | Ahmet Zeki Okçuoğlu         | 1992        | 1994        | Wirtschaftlich/Politischer Druck | Türkisch und Kurdisch                                             | prokurdisch, sozialdemokratisch, liberal                  |
| Son Havadis      | Mustafa Özkan               | 1961        | 1988        | Wirtschaftlich                   | AP-nah                                                            | konservativ, nationalistisch, kemalistisch                |
| Son Posta        | Selim Ragıp Emeç            | 1930        | 1960        | Politischer Druck                | DP-nah                                                            | konservativ                                               |
| Tan (1935)       | Zekeriya/Sabiha Sertel      | 1935        | 1945        | Politischer Druck                |                                                                   | sozialistisch, kemalistisch                               |
| Tan (1983)       | Asil Nadir                  | 1983        | 1998        | Wirtschaftlich                   | Boulevardzeitung                                                  | liberal, unpolitisch                                      |
| Taraf            | Alkım Gazetecilik           | 2007        | 2016        | Verbot                           | Verbindungen zur Gülen-Bewegung                                   | liberal, linksliberal                                     |
| Tercüman         | Kemal Ilıcak                | 1955        | 1994        | Wirtschaftlich/Rechtlich         | Boulevardzeitung                                                  | islamisch, konservativ, nationalistisch                   |
| Today’s Zaman    | Feza Gazetecilik            | 1986        | 2016        | Verbot                           | Gülen-nah, Englisch                                               | islamisch, konservativ, liberal                           |
| Ulus             | Oktay Çetinel               | 1921        | 1981        | Wirtschaftlich                   | CHP-nah                                                           | kemalistisch, nationalistisch                             |
| Vakit            | Asım Us                     | 1917        | 1938        | Politischer Druck                | Ab den 30er-Jahren im Umfeld der NS-freundlichen Fraktion der CHP | nationalistisch, turanistisch, kemalistisch               |
| Vahdet           | Yeni Vahdet Gazetecilik     | 2014        | 2016        | Wirtschaftlich/Politischer Druck | Verbindungen zur Gülen-Bewegung                                   | islamistisch, nationalistisch                             |
| Yarına Bakış     | Gaye Yayıncılık             | 2016        | 2016        | Verbot                           | Zaman-Nachfolgeblatt, Gülen-nah                                   | islamisch, konservativ, liberal                           |
| Yeni Gün         | Yunus Nadi Abalıoğlu        | 1918        | 1924        | Konzeptionell                    | Vorgängerzeitung der Cumhuriyet                                   | kemalistisch, nationalistisch                             |
| Yeni İstanbul    | Habib Edip Törehan          | 1949        | 1981        | Wirtschaftlich                   | Boulevardzeitung                                                  | nationalistisch                                           |
| Yeni Sabah       | Cemalettin Saraçoğlu        | 1938        | 1964        | Wirtschaftlich                   | Boulevardzeitung                                                  | konservativ, nationalistisch                              |
| Yeni Yüzyıl      | Dinç Bilgin                 | 1994        | 1999        | Rechtlich                        |                                                                   | konservativ, liberal                                      |
| Zaman            | Feza Gazetecilik            | 1986        | 2016        | Verbot                           | Gülen-nah                                                         | islamisch, konservativ, liberal                           |

## Online-Zeitungen
|                 | Visits | Eigentümer                            | Erstausgabe             | Typ                                               | Politische Ausrichtung                            |
| --------------- | ------ | ------------------------------------- | ----------------------- | ------------------------------------------------- | ------------------------------------------------- |
| Aktüel          |        | Çalık Holding                         | 2013                    | Nachrichtenportal, AKP-nah                        | nationalistisch, islamistisch, konservativ        |
| Al Jazeera Türk |        | Scheich Hamad bin Chalifa Al Thani    | 2014 (eingestellt 2017) | Nachrichtenportal von Al Jazeera in Türkisch      | konservativ, liberal                              |
| BBC Türkçe      |        | Öffentlich-rechtlich (Großbritannien) | 2004                    | Nachrichtenportal der BBC in Türkisch             | liberal, sozialdemokratisch                       |
| Bianet          |        | IPS İletişim Vakfı                    | 1997                    | Nachrichtenportal, teils Englisch und Kurdisch    | sozialistisch, grün, queer                        |
| DW Türkçe       |        | Öffentlich-rechtlich (Deutschland)    | 2011                    | Nachrichtenportal der Deutsche Wellen in Türkisch | liberal                                           |
| Diken           |        | Harun Simavi                          | 2014                    | Nachrichtenportal                                 | sozialdemokratisch, linksliberal, grün            |
| En Son Haber    |        | Serkan Kalemciler                     | 2007                    | Nachrichtenportal, boulevardesk, AKP-nah          | nationalistisch, islamisch, konservativ           |
| Gazete Duvar    |        | Vedat Zencir                          | 2016                    | Nachrichtenportal                                 | sozialistisch, linksliberal, grün                 |
| Gazeteport      |        | Yavuz Semerci                         | 2007                    | Nachrichtenportal                                 | sozialdemokratisch, linksliberal, kemalistisch    |
| Gerçek Gündem   |        | Barış Yarkadaş                        | 2010                    | Nachrichtenportal, CHP-nah                        | sozialdemokratisch, linksliberal, kemalistisch    |
| Haber7.com      |        | Yeni Dünya Medya Grubu                | 2003                    | Nachrichtenportal, boulevardesk, AKP-nah          | nationalistisch, konservativ                      |
| İleri Haber     |        | Birlik Yayın ve Gıda                  | 2014                    | Nachrichtenportal, HTKP-nah                       | kommunistisch, sozialistisch                      |
| OdaTV           |        | Soner Yalçın                          | 2007                    | Nachrichtenportal                                 | sozialdemokratisch, kemalistisch, nationalistisch |
| Önce Vatan      |        | Akosman Yayıncılık                    | 2001                    | (tägliche) Elektronische Zeitung                  | nationalistisch                                   |
| soL             |        | Güneş Basım                           | 2006                    | Nachrichtenportal, KP-nah                         | kommunistisch, sozialistisch                      |
| Sputnik Türkiye |        | Rossija Sewodnja                      | 2014                    | Nachrichtenportal von Sputnik auf Türkisch        | sozialdemokratisch, prorussisch                   |
| T24             |        | Keskin Kalem Yayıncılık               | 2009                    | Nachrichtenportal                                 | sozialdemokratisch, linksliberal, kemalistisch    |
| Zete            |        | Nurcan Akad                           | 2011                    | Nachrichtenportal                                 | sozialdemokratisch, grün, linksliberal,           |

## (Ehemalige) Wochenzeitungen
|                  | Verlag/Eigentümer   | Erstausgabe | Einstellung | Typ                                                                                      | Politische Ausrichtung                          |
| ---------------- | ------------------- | ----------- | ----------- | ---------------------------------------------------------------------------------------- | ----------------------------------------------- |
| 2000'e Doğru     | Doğu Perinçek       | 1987        | 1993        | Nachrichtenmagazin, Vorgänger und Nachfolger von Aydınlık                                | sozialistisch                                   |
| 7 Gün            | Kurtul Altuğ        | 1972        | 1978        | Nachrichtenmagazin                                                                       | kemalistisch, sozialistisch                     |
| Agos             | Arat Dink           | 1996        |             | Politisches Magazin, Armenisch und Türkisch                                              | linksliberal, sozialdemokratisch                |
| Akis             | Metin Toker         | 1954        | 1967        | Nachrichtenmagazin, CHP-nah                                                              | kemalistisch, sozialdemokratisch                |
| Aksiyon          | Feza Gazetecilik    | 1996        | 2016        | Nachrichtenmagazin, Gülen-nah                                                            | islamisch, konservativ, liberal                 |
| Artı Haber       | Doğan Yayın Holding | 1997        | 1998        | Nachrichtenmagazin                                                                       | linksliberal                                    |
| Gırgır           | Simavi-Familie      | 1972        | 1989        | Satirezeitschrift, gegründet von vormaligen Mitarbeitern von Penguen                     | sozialdemokratisch, linksliberal                |
| LeMan            | LM Basın Yayın      | 1985        |             | Satirezeitschrift, gegründet von vormaligen Mitarbeitern von Gırgır                      | sozialdemokratisch, linksliberal, anarchisch    |
| Newsweek Türkiye | Ciner Yayın Holding | 2008        | 2011        | Nachrichtenmagazin                                                                       | liberal, konservativ                            |
| Nokta            | Ercan Arıklı        | 1982        | 2008        | Nachrichtenmagazin                                                                       | linksliberal, liberal                           |
| Penguen          | KomikBüro Medya     | 2002        |             | Satirezeitschrift/Feuilletonzeitschrift, gegründet von vormaligen Mitarbeitern von LeMan | sozialdemokratisch, linksliberal, anarchisch    |
| Tempo            | Doğan Yayın Holding | 1987        | 2016        | Nachrichtenmagazin (bis 2009), danach monatliches Lifestylemagazin                       | liberal                                         |
| Sokak            | Enver Nalbant       | 1989        | 1991        | Politisches Magazin                                                                      | sozialdemokratisch, sozialistisch, linksliberal |
| Uykusuz          | Mürekkep Yayınları  | 2007        |             | Satirezeitschrift, gegründet von vormaligen Mitarbeitern von Penguen                     | sozialdemokratisch, linksliberal, anarchisch    |
| Yeni Aktüel      | Çalık Holding       | 1991        | 2013        | Nachrichtenmagazin, AKP-nah                                                              | nationalistisch, konservativ                    |
| Yürüyüş          | Mustafa Doğru       | 2005        |             | Politisches Magazin, DHKP-C-nah                                                          | kommunistisch, sozialistisch                    |

## (Ehemalige) Minderheitenzeitungen/Nicht-Türkischsprachige Zeitungen
|                        | Verlag/Eigentümer   | Erstausgabe | Einstellung | Erscheinungsweise/Typ                                                | Sprache                |
| ---------------------- | ------------------- | ----------- | ----------- | -------------------------------------------------------------------- | ---------------------- |
| Agos                   | Arat Dink           | 1996        |             | Wöchentlich                                                          | Armenisch und Türkisch |
| Apoyevmatini           | Mihalis Vasiliadis  | 1920        | 2014        | Zunächst wöchentlich, ab 1925 täglich, Gemeindeblatt (inoffiziell)   | Griechisch             |
| Azadiya Welat          | Zozan Basın Yayın   | 1994        | 2016        | Bis 2006 Wochenzeitung, danach Tageszeitung, HDP-nah, PKK-freundlich | Kurdisch               |
| Aujourd'hui la Turquie | Hüseyin Latif       | 2005        |             | Monatlich und Online                                                 | Französisch            |
| Daily Sabah            | Çalık Holding       | 2014        |             | Täglich, AKP-nah                                                     | Englisch               |
| İho                    | Andrea Rombopulos   | 1977        |             | Täglich, Gemeindeblatt (inoffiziell)                                 | Griechisch             |
| Jamanak                | Familie Koçunyan    | 1908        |             | Täglich, Gemeindeblatt (inoffiziell)                                 | Armenisch              |
| Journal d'Orient       | Albert Karasu       | 1917        | 1971        | Täglich                                                              | Französisch            |
| Hürriyet Daily News    | Doğan Yayın Holding | 1961        |             | Täglich                                                              | Englisch               |
| Marmara                | Rober Haddeciyan    | 1908        |             | Täglich, Gemeindeblatt (inoffiziell)                                 | Armenisch              |
| Rojname                | Ahmet Zeki Okçuoğlu | 1992        | 1994        | Täglich                                                              | Kurdisch und Türkisch  |
| Şalom                  | Rober Haddeciyan    | 1947        |             | Wöchentlich, Jüdisches Gemeindeblatt (inoffiziell)                   | Ladino und Türkisch    |
| Today’s Zaman          | Feza Gazetecilik    | 1986        | 2016        | Täglich, Gülen-nah                                                   | Englisch               |
| Türkei-Kurier          | Euroturk Group      | 1985        |             | Monatlich, seit 2009 nur Online                                      | Deutsch                |
| Türkische Post         | Ritgen & Co         | 1926        | 1944        | Täglich, ab 1933 NSDAP-kontrolliert                                  | Deutsch                |

## Lokalzeitungen
Adana: Adana Yerel Haber, Başak Gazetesi, Bölge, Ekspres Gazetesi, Medya Yenigün, Yeni Adana, Yeni Gün
Adıyaman: Adıyaman Haber, Çağdaş Gölbaşı
Afyonkarahisar: Afyon Haber, Afyon Odak, Gazete Gerçek, Sandıklı Haber
Amasya: Bilgi Gazetesi
Ankara: Gazete Ankara
Antalya: Alanya, Akseki'nin Sesi, Antalya, Ayyıldız Toros, Demokrat Gazete, Haber Antalya, Kemer Gözcü, Manavgat Nehir Gazetesi, Yeni Alanya
Aydın: Aydın Denge, Aydın Ses, Hedef Gazetesi, Kuşadası Haber, Mücadele
Balıkesir: İlk Haber, Körfez'in Sesi Gazetesi
Batman: Batman Çağdaş, Batman Doğuş, Batman Express, Batman Gazetesi, Batman Haber Portalı, Batman Postası
Bayburt: Yeşil Bayburt Gazetesi
Bingöl: Bingöl Gazetesi, Bingöl'ün Sesi
Bolu: Bolu Express, Bolu Gündem, Bolu Olay, Bolu'nun Sesi, Bolu'da Yenihayat, Geredemiz, Yeni Ufuk
Burdur: Burdurlu'nun Sesi, Hedef Gazetesi
Bursa: Ağ Bursa, Bizim Bursa, Bursa Hakimiyet, Bursa Olay Gazetesi, İlk Haber, Ekohaber, Kent Gazetesi, Mudanya Online, Tuna Gazete, Yaşayan Bursa, Yeni Bursa
Çanakkale: Ayvacık Gazetesi, Burası Çanakkale, Çanakkale Haber, Çanakkale Olay, Gazete Boğaz, Gelibolu, Lapseki Gazetesi
Çankırı: Çankırı'nın Sesi
Çorum: Çorum Haber, Çorum Dost Haber
Denizli: Demokrasi Zemini, Denizli Haber, Denizlili
Diyarbakır: Diyarbakır, Diyarbakır Söz, Güneydoğu Ekspres
Düzce: Düzce Damla Gazetesi
Edirne: Edirne Gazetesi, Edirne'nin Sesi, Trakya Net Haber, Trakya’nın Sesi
Elazığ: Elaziz.net
Erzincan: Özsöz Gazetesi
Erzurum: Erzurum Gazetesi
Eskişehir: Eshaber, Eskişehir Sakarya
Gaziantep: Güncel Gazetesi, Olay Medya, Gaziantep27
Giresun: Giresun Işık, Özbulancak Gazetesi
Hakkâri: Yüksekova Haber
Hatay: Antakya Gazetesi, Güney Gazetesi, Hatay Gazetesi, Hürhaber, Kardelen Gazetesi, Kırıkhan Olay, Özyurt
Iğdır: Çağdaş Gazetesi, Güven Gazetesi, Hudut Gazetesi, Yeşil Iğdır Gazetesi
Isparta: Gülses, Isparta Manşet
İstanbul: Ataköy Gazete, Bakırköy Postası, Beşiktaş Gazetesi, Bölge Gazetesi, Çağdaş Kadıköy, Gazete Beşiktaş, Gazete Boğaz, Güzel Vatan, İstanbul, Özden Gazetesi, Pendik Son Söz, Yaşam Gazetesi, Yerel Haber, Yöremiz
İzmir: Aliağa Ekspres, Demokrat Aliağa, Demokrat Urla, Gazete Karşıyakalı, Haber Ekspres, Kuzey Ege, Menderes Postası, Menemen'in Sesi
Kahramanmaraş: Elbistan'ın Sesi, Kahraman Maraş Gazetesi, Kayzen, Kent Maraş
Karaman: Anadolu Manşet, Karaman'da Uyanış, Yeşil Ermenek
Kars: Kars Postası, Siyasal Birikim
Kastamonu: Kastamonu Postası
Kayseri: Kayseri Gündem, Kayseri Haber
Kırıkkale: Yeşilyurt Gazetesi
Kilis: Kilis Postası
Kocaeli: Bizim Kocaeli, Gebze Gazetesi, Gebze Haber, Haberci 41, Kocaeli Gazetesi, Öncü Haber, Özgür Kocaeli, Yeni Haber, Sabah Vardiyesi
Konya: Çumra Postası, Hakimiyet, İlk Haber, İstasyon Gazetesi, Memleket Gazetesi, Merhaba Gazetesi, Pervasız (Akşehir), Yeni Meram, Yeni Konya
Kütahya: Bizim Tavşanlı, Kütahya Gazetesi, Tavşanlı'nın Sesi, Tellal, Yeni Kütahya
Malatya: Darende Haber, Malatya Haber, Son Söz Gazetesi
Manisa: Manisa Haber
Mersin: Güney Gazetesi, Mersin Tercüman Gazetesi, Tarsus Haber
Muğla: Bodrum Yarımada, Güney Ege, Marmaris Gündem, Marmaris Sun, Muğla Haber
Niğde: Yeşil Bor
Osmaniye: Başak Gazetesi, Düziçi Erdem Gazetesi, Erdem Gazetesi
Rize: Karadeniz Haber Gazetesi, Gündoğdu Haber Gazetesi, Zümrüt Rize Gazetesi
Sakarya: Adapazarı Gazetesi, Bizim Sakarya, Sakarya Akşam Gazetesi, Sakarya Yenigün, Sakarya Yenihaber, Yeni Sakarya
Samsun: Halk Gazetesi, Kuzey Haber
Siirt: Siirt Mücadele Gazetesi
Sivas: Sivas Postası, Gürün Haber, Sivas Haber, Sivas Hakikat, Sularbasihaber, Yeni Ülke
Şanlıurfa: Güneydoğu Gazetesi, Şanlıurfa, Urfa Haber
Tekirdağ: Çerkezköy Haber, Şarköy'ün Sesi
Tokat: Yeşil Niksar
Trabzon: Bölgede Gündem, Hüryol, Karadeniz Gazetesi, Karadeniz Haber, Karadeniz'den Günebakış, Kuzey Ekspres Gazetesi, Taka, Türk Sesi Gazetesi
Yalova: Yalova Life, Yalova 77
Yozgat: Sorgun Postası, Yozgat Gazetesi, Haber 66, Sorgun Gazetesi, Yozgat Havadis Gazetesi, Yozgat Haber
Zonguldak: Değişim Gazetesi, Karabük Net, Zonguldak Net, Halkpostası

## Sonstige Zeitungen
- Resmî Gazete, Amtsblatt der Republik Türkei